# Piotr Jabłkowski
Piotr Jabłkowski (Opole, 10 marzo 1958) è un ex schermidore polacco, vincitore di una medaglia d'argento nella scherma ai giochi olimpici.